# Adolf Stahl (Architekt)

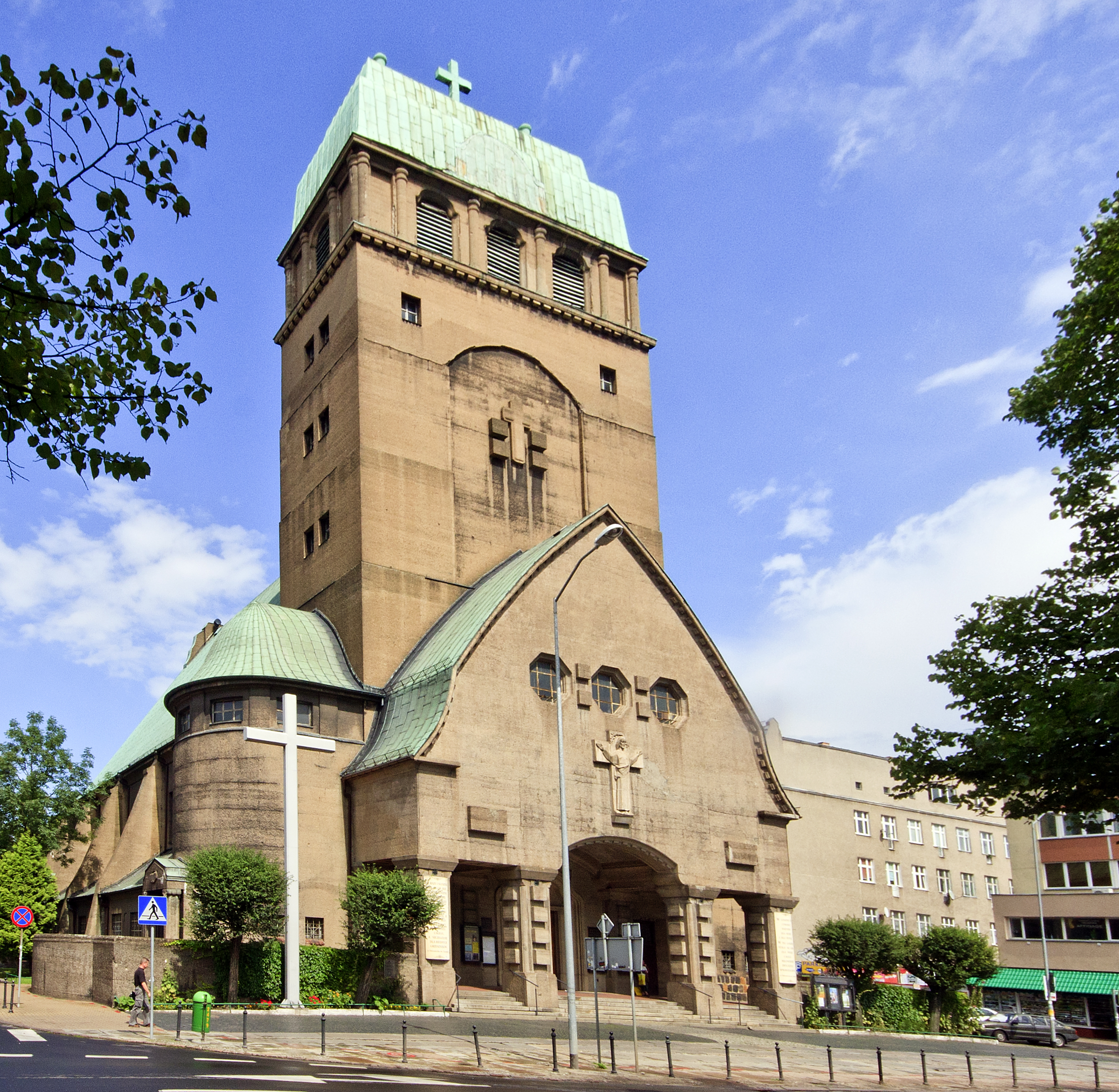
Herz-Jesu-Kirche in Stettin, ehemalige Garnisonkirche

Adolf Stahl (* um 1874; † um 1915/1916) war ein deutscher Architekt und kommunaler Baubeamter. Er war Stadtbauinspektor in Stettin und Stadtbaurat in Posen.

## Leben
Adolf Stahl stammte wahrscheinlich aus dem Kreis Neustettin in Pommern. Er war möglicherweise der Adolph Stahl, der sich 1893 an der Kunstakademie München immatrikulierte.
Spätestens seit 1908 war er Stadtbauinspektor in Stettin. Dort entwarf er die Garnisonkirche in Reformarchitektur als erstes öffentliches Gebäude in Deutschland mit Stahlfaserbeton.
1914 wurde er Stadtbaurat in Posen. Von dort sind Entwürfe fùr mehrere Schulgebäude und Denkmalgestaltungen bis 1915 bekannt.
Adolf Stahl fiel im Ersten Weltkrieg, wahrscheinlich als Soldat, „in der Vollkraft seines künstlerischen Wirkens“.

## Bauten (Auswahl)
Adolf Stahl projektierte Gebäude und Denkmäler in Stettin und Posen. Angegeben sind die Jahre der Erbauung, die Projektierung erfolgte einige Zeit davor.
| Jahr       | Ort                     | Gebäude                                                                                               | Bild | Bemerkungen |
| ---------- | ----------------------- | --- | ---- | --- |
| 1910       | Stettin, heute Szczecin | Villa für den Orgelbauer Felix Grüneberg                                                              |      | 2014 verschoben |
| 1913       | Stettin                 | Garnisonkirche, heute Herz-Jesu-Kirche                                                                |      | Reformarchitektur, erstes öffentliches Gebäude aus Stahlfaserbeton im damaligen Deutschen Reich, erhalten                                              |
| 1913       | Posen, heute Poznań     | Denkmal für Generalfeldmarschall August Neidhardt von Gneisenau                                       | i    | architektonische Gestaltung, 1919 abgebrochen |
| 1913       | Posen                   | Brunnen „Die Bambergerin“ (Goldenberg-Brunnen), heute Bamberka-Brunnen am Alten Markt                 |      | architektonische Gestaltung, mehrmals versetzt |
| 1913–1915  | Posen                   | 5. Volksschule in der Rosenstraße, heute Grundschule Nr. 42 in der ul. Różana                         |      | mit Hermann Herrenberger und Otto Häcker, von Neorenaissance beeinflusst, 1945 erheblich beschädigt, danach wieder aufgebaut                           |
| um 1913/15 | Posen                   | 11. Volksschule                                                                                       |      | heutiger Zustand? |
| 1914       | Posen                   | 13. Lazarus-Mädchenschule, Pavillon D, heute Grundschule Nr. 33 in der ul. Jarochowskiego, Pavillon A |      | mit Hermann Herrenberger, erste Schule mit mehreren Gebäuden in Posen, Gesamtprojekt seit 1907/08 durch Fritz Teubner, Gebäude erhalten                |
| 1917       | Posen                   | 15. Volksschule für Mädchen am Teichplatz, heute Grundschule Nr. 40                                   |      | letztes Projekt von Adolf Stahl, mit Hermann Herrenberger, Otto Häcker und Kloth, im Stil der Neorenaissance, nach seinem Tod fertiggestellt, erhalten |